# Игебаев, Абдулхак Хажмухаметович
Абдулхак Хажмухаметович Игебаев (баш. Абдулхаҡ Хажмөхәмәт улы Игебаев; 2 июля 1930, Кусеево, Башкирская АССР — 27 сентября 2016, Уфа) — башкирский советский поэт и прозаик. Народный поэт Республики Башкортостан (2010). Заслуженный работник культуры РСФСР (1991). Лауреат Республиканской премии имени Салавата Юлаева (1991).

## Биография
Родился в д. Кусеево (ныне — Баймакского района Республики Башкортостан) в крестьянской семье. Рано осиротел и воспитывался в детском доме.

В 1946 году окончил Темясовское педагогическое училище, в 1950 — Башкирский педагогический институт им. К. А. Тимирязева (ныне Уфимский университет науки и технологий).
В 1950—1969 годах — литературный сотрудник газеты «Совет Башкортостаны» («Башkортостан»), «Кызыл тан», журнала «Агидель».
В 1969—1971 годах учился на Высших литературных курсах при Союзе писателей СССР.
В 1971—1990 годах — заведующий отделом поэзии журнала «Агидель».

### Семья
Дочь Фания Игебаева — кандидат философских наук, доцент кафедры философии, социологии и педагогики Башкирского аграрного университета. Читает учебные курсы «Социология», «Политология», «Деловое общение». Автор четырёх коллективных монографий и 160 научных и учебно-методических трудов, а также двух электронных учебных пособий.

## Творчество
Первые стихи опубликованы в 1948 году. Автор поэм «Беркут с Ирендыка» (посвящена его земляку, Герою Советского Союза Тафтизану Миннигулову, погибшему в Великую Отечественную войну) (1959), «Клич Матери-Земли» (1966—1967), «Голос Урала» (1969), а также популярных песен, музыку к которым написали композиторы Х. Ахметов, З. Исмагилов, Р. Сальманов, Ш. Кульборисов, Р. Хасанов.
А. Игебаев — автор более 30 книг, включая «Моя сестрёнка» (1958), «Акбузат» (1960), «Медный колокольчик» (1968), «От чего берёзка плачет?» (1982), «Быстроходный мой челнок» (1987), «Пляшет зайчик золотой» (1977) и других.
Писал также юмористические и сатирические стихи. Являлся одним из создателей шеститомной «Истории башкирской литературы».

### Избранные публикации
- Минең һеңлем. — Өфө, 1958.
- Акбуҙат. — Өфө, 1960.
- Еҙ ҡыңғырау. — Өфө, 1968.
- Земля — моя колыбель. — Уфа, 1970 (в переводе на русский язык).
- Игебаев А. Х. Избранные произведения (баш.) : в 2 т. — Уфа : Китап.
  - Т. 1 : Стихи, поэмы, кубаиры. — 2004. — 398 с. — ISBN 5-295-03377-5
  - Т. 2 : Стихи, сказки, поэмы. — 2005. — 399 с. — ISBN 5-295-03575-1
- Игебаев А. Катится жизни клубок : стихи, поэмы, кубаиры (баш.). — Уфа : Китап, 2000. — 463 с. — ISBN 5-295-02745-7
- Игебаев А. Х. «Шагаю по белой тропинке»: стихи, сказки, поэмы / перевод с башк. [Ю. Андрианова и др.]. — Уфа : Китап, 2012. — 228 с. ISBN 978-5-295-05471-6

См. также:
- Произведения Игебаева Абдулхака на башкирском языке (баш.). Национальная библиотека имени Ахмет-Заки Валиди. Дата обращения: 6 апреля 2020.

## Награды и премии
- Премия имени Г. Саляма (1968)[1] (за поэму «Голос матери-Земли»)
- Заслуженный работник культуры Башкирской АССР (1980)[1]
- Премия имени Салавата Юлаева (1991)[1] (за поэтический сборник «Невысказанные слова»)
- Заслуженный работник культуры РСФСР (8 октября 1991 года) — за заслуги в области советской культуры и многолетнюю плодотворную работу[2][1]
- премия имени Б. Валида (1997)[1]
- Орден Салавата Юлаева (2005)[1]
- Народный поэт Республики Башкортостан (2010)[1]
- Почётный гражданин города Баймака и Баймакского района Республики Башкортостан.

## Память
Одна из улиц села Мерясово Баймакского района носит имя Абдулхака Игебаева.